# Voraptus orientalis
Voraptus orientalis är en spindelart som beskrevs av Henry Roughton Hogg 1919. Voraptus orientalis ingår i släktet Voraptus och familjen taggfotsspindlar. Inga underarter finns listade i Catalogue of Life.